# 內堀雅雄
内堀雅雄（日语：／ Uchibori Masao ?，1964年3月26日—），是日本政治人物，第20、21、22任福島縣知事、復興廳復興推進委員会委員、會津鐵道株式會社取締役会長、曾任福島県副知事。

## 經歷
出生於長野縣長野市。從長野縣長野高中畢業後，移居東京並進入東京大學。1986年畢業於東京大學經濟系，進入自治省。除了在總部工作外，他還經歷過借調到大藏省（現財務省）、福井縣、佐賀縣的經歷。2001年（平成13年），因中央部廳改組而新設總務省，出任地方財政局地方債課課長。同年借調到福島縣，歷任生活環境部、企劃協調部部長，2006年12月就任福島縣副知事。2007年6月（平成19年）起，被任命為具有第三部門會津鐵道代表權的副社長。
2011年3月11日，在擔任副知事期間，發生2011年日本東北地方太平洋近海地震，他對東日本大地震和福島第一核電站事故進行了應對。
2014年9月4日（平成26日），福島縣知事佐藤雄平宣布，不參加2014年10月26日舉行的福島縣知事選舉。由於佐藤宣佈不參選，内堀於9月11日辭去副知事職務，並在福島市召開新聞發布會，以“接替佐藤縣議員”為旗號，正式宣布有意競選福島縣知事選舉。在宣佈內堀參選之前，日本民主黨總裁海江田萬里（時任）於9月9日宣布支持內堀。此外，自民黨原本有福島縣聯合會支持日本銀行福島分行前行長鉢村健的政策，但9月9日，自民黨決定支持內堀，在內堀宣布參選後，鉢村撤回了參選決定。
2014年10月26日舉行的福島縣知事選舉中，除了得到自民黨、民主黨、公明黨、社民黨支持的內堀之外，還有得到日本共產黨和新黨改革支持的元也子熊坂市長、前雙葉町市長井戶川勝隆等六人參加競選，但內堀以約37萬票的大優勢擊敗第二名熊坂，首次當選。 
2018年6月21日，他宣布將在定於10月28日舉行的福島縣知事選舉中競選連任，選舉結果再次當選。
2022年10月30日，競選福島縣知事選舉並連任三屆。